# Ptuj

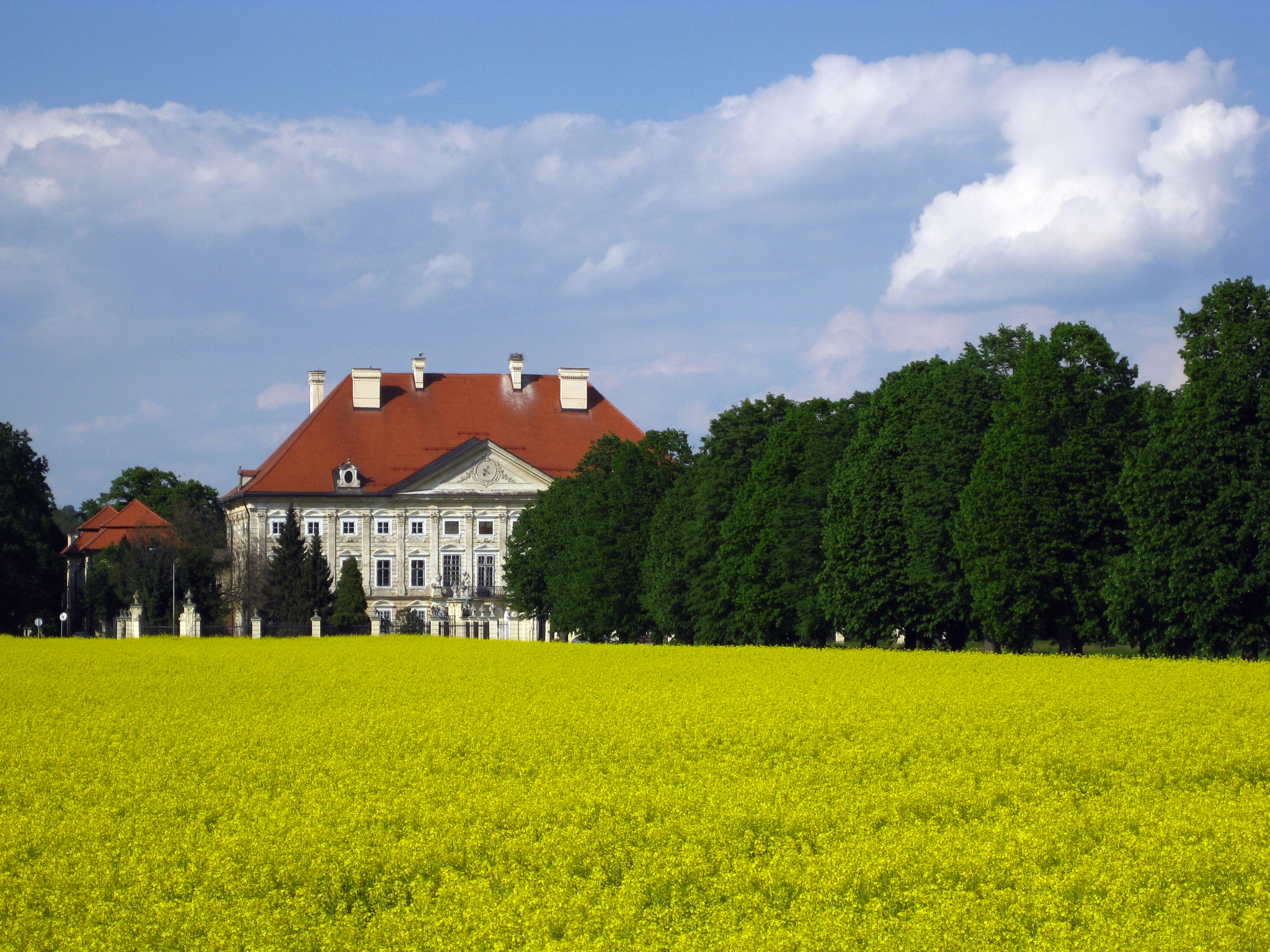
Mansión cerca de Ptuj.

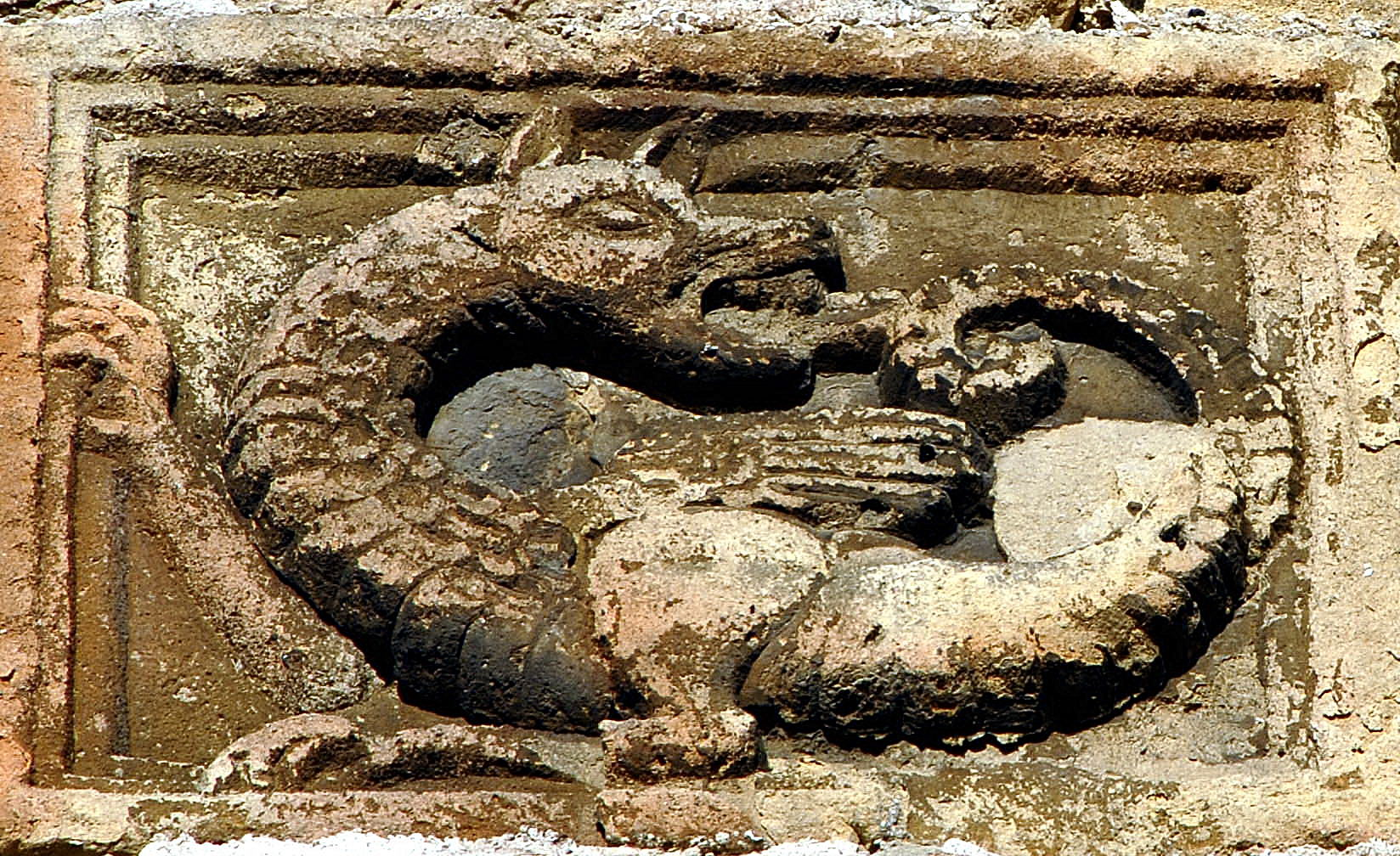
Uróboros en el castillo de Ptuj.

Ptuj ([ˈptuːi̯]ⓘ, en alemán Pettau, en latín Poetovio) es una ciudad de Eslovenia. Está situada en la región tradicional de la Baja Estiria (noreste de Eslovenia), y en la región estadística moderna de Podravska. Tiene cerca de 23.000 habitantes.

## Historia
Ptuj es una de las ciudades más antiguas de Eslovenia. Data de la Edad de Piedra, pero la ciudad alcanzó su mayor prosperidad durante la época romana. 
La ciudad de Poetovio, tal su nombre latino, fue el acuartelamiento de la Legio XIII Gemina en Panonia. En agosto del año 69, el emperador Vespasiano fue aclamado por las tropas acantonadas en ella, episodio en el cual aparece, de hecho, la primera mención escrita de la ciudad.
El nombre proviene de la época del emperador Trajano, quien le concedió el estatus de ciudad y la denominó Colonia Ulpia Traiana Poetovio. Llegó a contar con 40.000 habitantes en su mayor esplendor. Su obispo Victorino, siglo III, fue uno de los primeros comentadores del libro del Apocalipsis.
En el año 450, fue saqueada por los hunos.
En el año 570, la ciudad fue ocupada por los ávaros y los eslavos; tras la caída del reino ávaro fue parte del Imperio Franco. Desde 840 perteneció al Principado de Pribina y Kocelj, pasando entre 874 y 890 a quedar bajo la influencia del arzobispado de Salzburgo y volvió a ganar los derechos de ciudad en el siglo X, con la primera regulación de los mismos en 1356. 
Con el nombre de Pettau, fue incorporada al ducado de Estiria en 1555. Desde entonces estuvo ligada al Imperio y más tarde a Austria.
Campo de batalla durante las Guerras Turcas del siglo XVIII, fue incendiada numerosas veces, la última en 1744. En el siglo XIX era una ciudad de escasa importancia hasta la apertura de la línea férrea Viena-Trieste.  
Desmebrado el Imperio después de la Primera Guerra Mundial, Ptuj (Pettau) fue parte de la efímera República Germánica de Austria, pero la intervención del general esloveno Rudolf Maister la incorporó junto a toda la Baja Estiria, en la recién creada Yugoslavia (reino de los Croatas, Serbios y Eslovenos).
En 1910, el censo del Imperio Austro Húngaro, al cual pertenecía, determinó que el 86% de la población urbana era germanófona, en tanto que la población rural era de habla eslovena. Después de la guerra la población alemana disminuyó notablemente.
En 1941, Ptuj fue ocupada por la Alemania Nazi, que deportó a la población eslovena y repobló la ciudad con alemanes del sur del Tirol y del condado de Gottschee, tras la guerra, estos junto a los germanófonos locales fueron deportados a Austria y muchos se radicaron en los Estados Unidos. Desde entonces, Ptuj ha estado poblada casi completamente por eslovenos.

## Galería

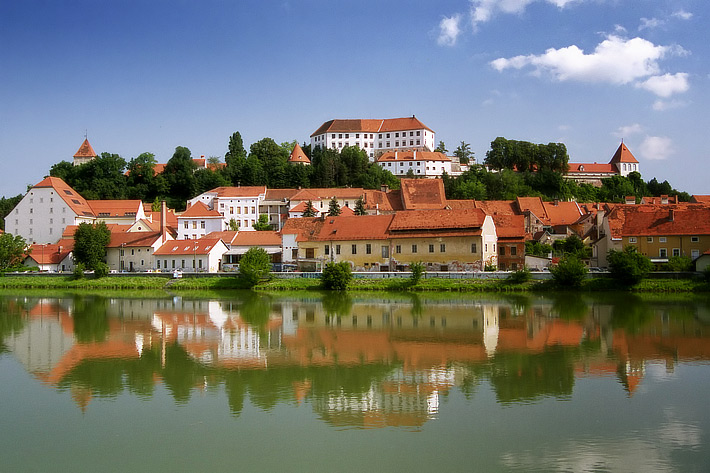
Ptuj: el castillo visto desde el Drava
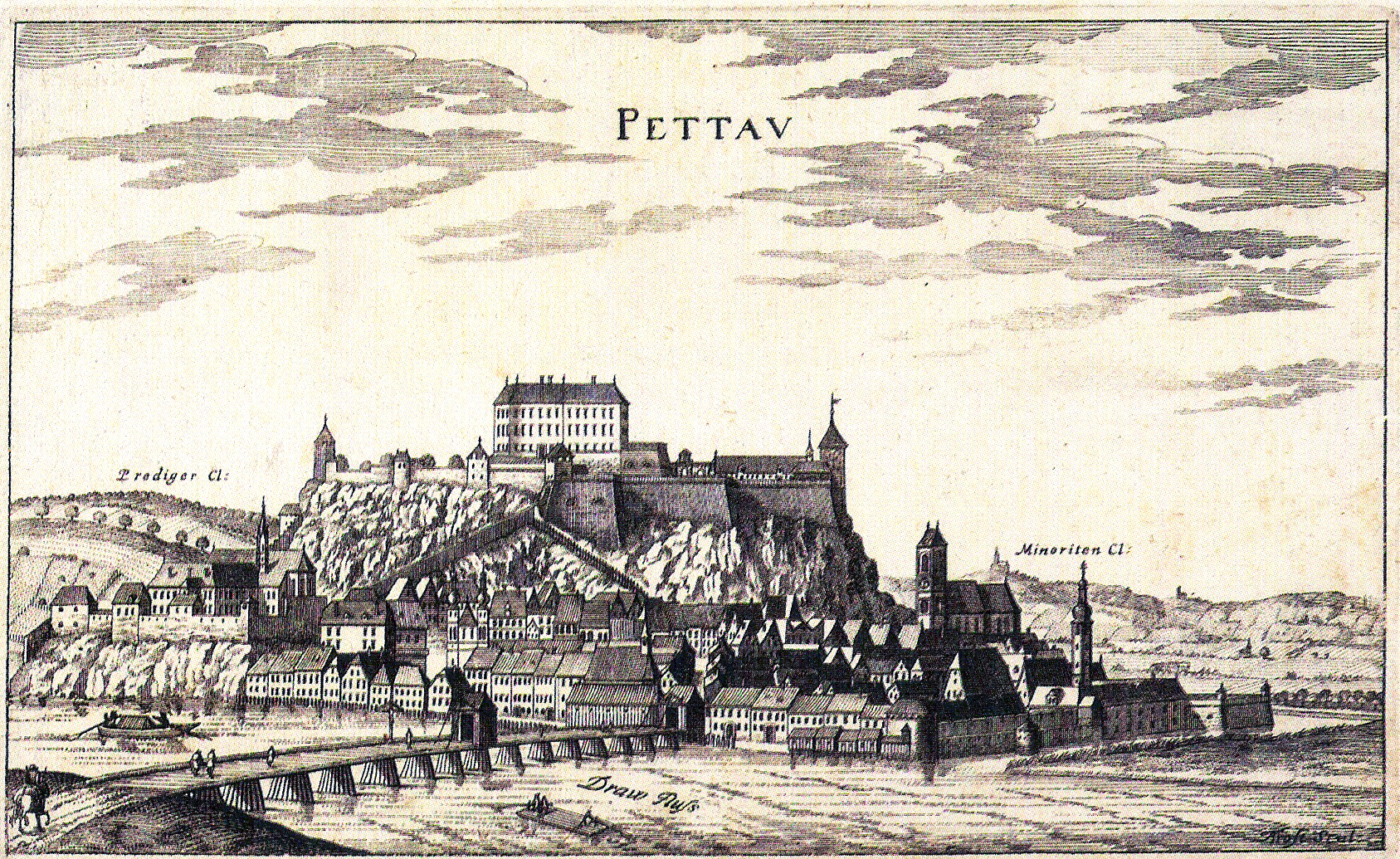
Ptuj/Pettau en 1681
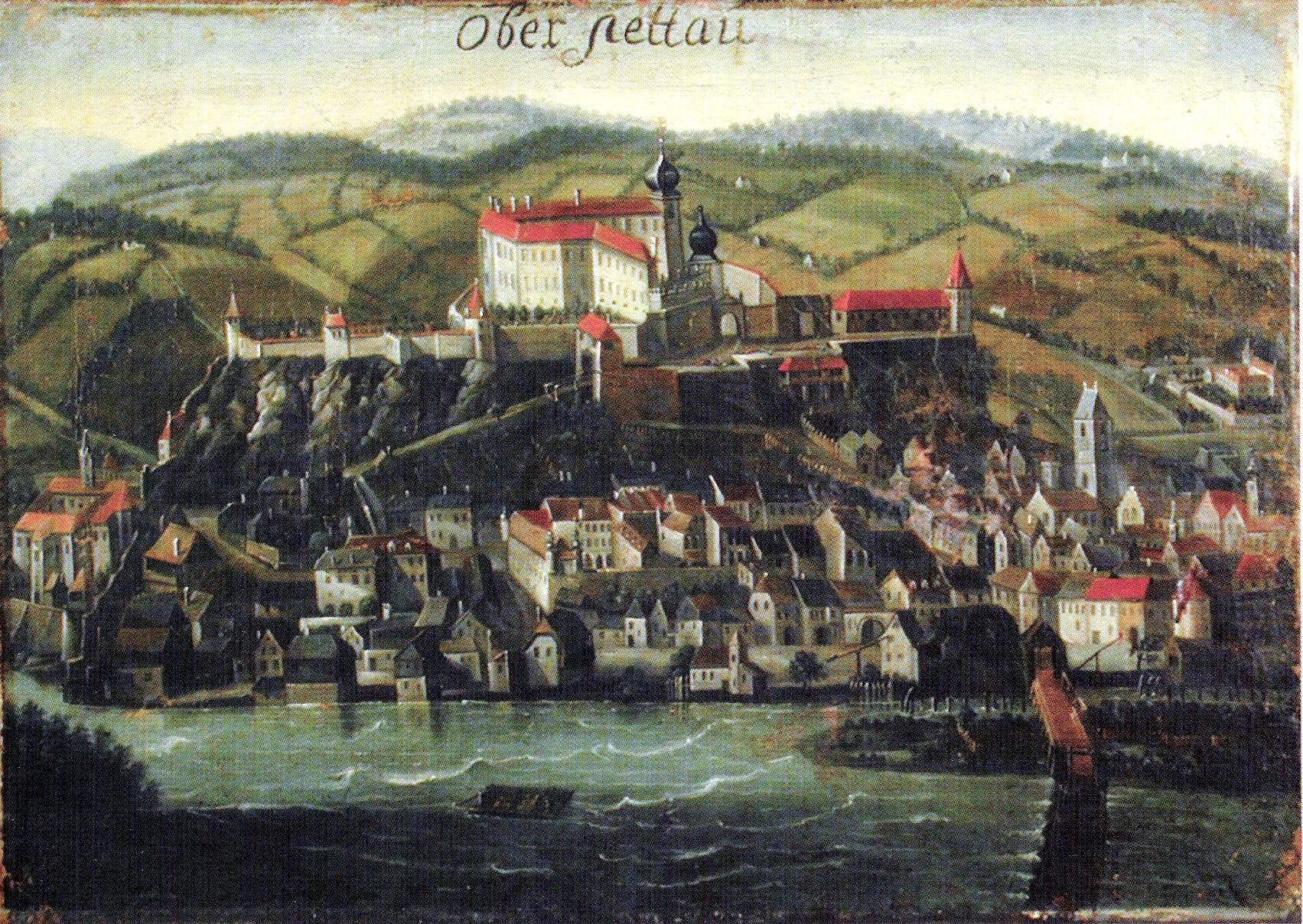
Ptuj/Pettau en 1687

## Personas destacadas
- Anton Ingolič (1907-1992), escritor
- Miha Remec (1928), escritor
- Nastja Ceh (26 de enero de 1978), futbolista
- Blaz Rola (5 de octubre de 1990), tenista
- Tim Gajser (8 de septiembre de 1996), piloto de motocross campeón del FIM MXGP 2019

## Ciudades hermanadas
Ptuj está hermanada con:
- - Varaždin, Croacia
- - Burghausen, Alemania
- - Banská Štiavnica, Eslovaquia